# شين دونغ-بن
شين دونغ-بن (هانغل: 신동빈) هو لاعب كرة قدم كوري جنوبي في مركز الدفاع، ولد في 11 يونيو 1985 في كوريا الجنوبية. لعب مع جونبك هيونداي موتورز.